# LIMEX

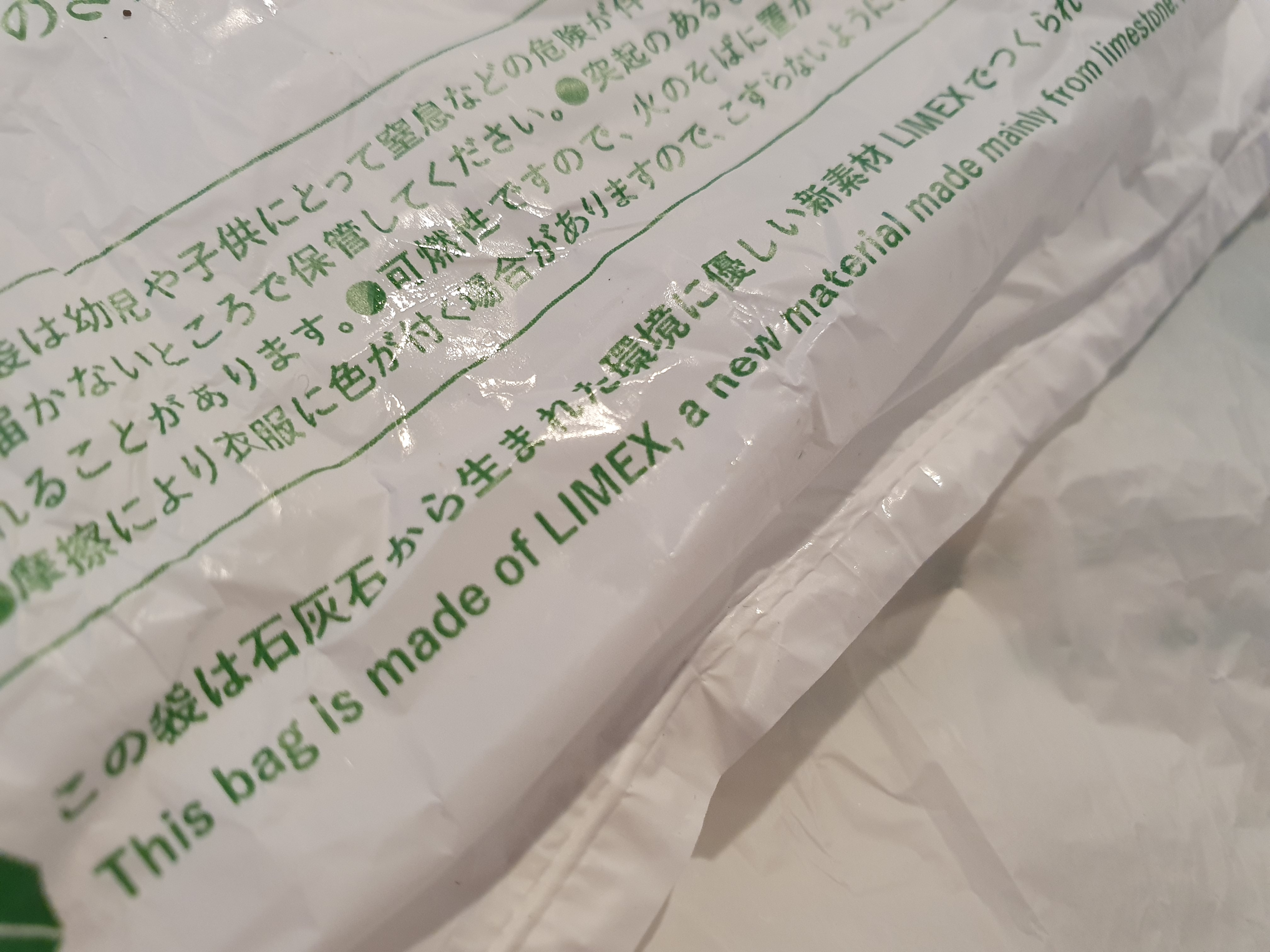
LIMEX

LIMEX（ライメックス）はTBM社の登録商標および同社の製品群の名称である。

## 概要

### 由来
もともとTBM社は、台湾の「Run Men Environment Friendly Paper Product社（龍盟社）」が製造していたものを、Keeplusという商品名で販売していた。LIMEXは、KeeplusをベースにTBM社で改良して製造販売を始めたものである。

### 原料

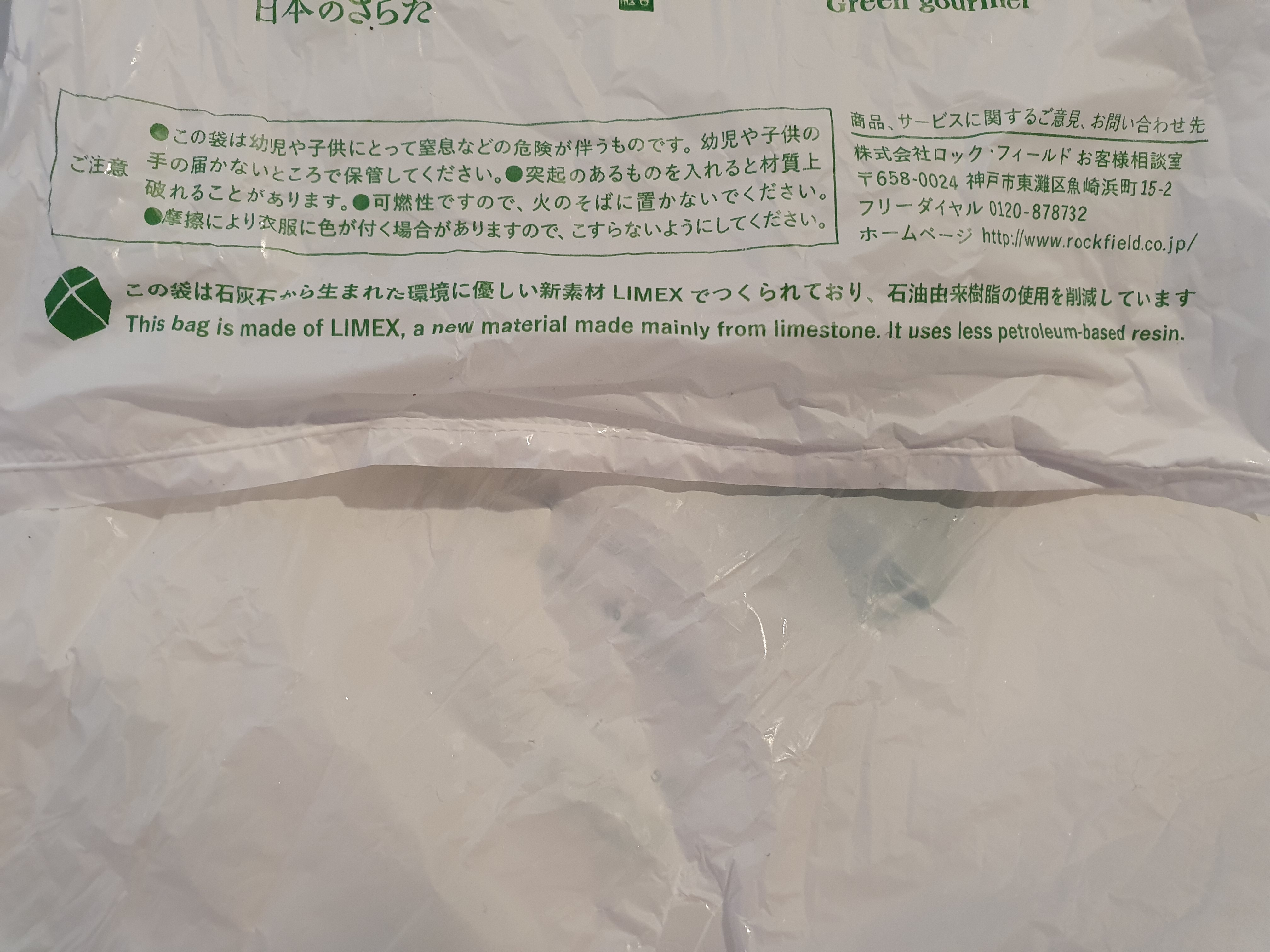
詳細

TBM社の出願特許によるとLIMEXの原料は「無機物質粉末を60から80%程度、残りを熱可塑性樹脂で補い、数パーセントが補助剤」とされている。「無機物質粉末」は炭酸カルシウム（石灰石）であり、また「熱可塑性樹脂」は、ポリエチレン、ポリプロピレン、ポリスチレンおよびポリエチレンテレフタレートの中から一種類以上の樹脂を指している。
ただし、コート紙や光沢紙とも呼ばれる塗工紙には、顔料として炭酸カルシウムが1960年代より使われている。日本では特に、軽質炭酸カルシウム(PCC)が特に使用されている。軽質炭酸カルシウムはコート紙などでも白色度を高めるために使用されており、日本では100%自給可能で比較的安価である。

### 製造
TBM社の特許によると以下の手順で製造される。
1. 原料である炭酸カルシウムと熱可塑性樹脂・補助剤を、二軸混練機を使用して混合ペレットを生成する。
2. 混合ペレットをTダイ方式の押出機で中間体を成形する。
3. 中間体を圧延機により引き伸ばし、薄膜シート化する。

## TBM社の主張
TBM社はLIMEXについて以下の主張を行っている。

### 代替紙としての利点
- 従来のストーンペーパーより軽量、安価[6]。
- 高耐水性 - 浴室などの水回りや屋外で利用可能[6]、水中での筆記も可能[6]。

### 代替プラスチックとしての利点
- リサイクル法で義務付けられている「再商品化委託料金（リサイクル委託金）」の納付から逃れることができる[7]。
- 石灰石は石油由来のプラスチックより比較的安価のため、コスト低減を図ることができる[7]。
- LIMEXはエコを謳っており、導入企業のイメージ向上につながる[7]。

### 製造時の優位性
石灰石を主原料とすることで森林保護、製造時の水使用の削減ができる。

### アップサイクル
LIMEXの廃棄時には、TBM社で再生ペレット化し、「LIMEXの製造時に一部投入」「プラスチックの代替成形物として再利用（アップサイクル）」「燃料として使用」できるとしている。TBM社は「LIMEXを既存の紙（古紙回収）やプラスチックの回収ルートに混ぜないでください」と記載している。また、「石油由来樹脂を100%バイオ由来の素材に置きかえた」と主張する「Bio LIMEX」も発表している。

### ライフサイクルアセスメント評価
TBM社によると、ライフサイクルアセスメント評価におけるLIMEXの原料調達から製造までの二酸化炭素排出量は、LIMEXシート1トン当たり1,666kg、LIMEXペレット1トン当たり847kg。
またライフサイクルアセスメント評価におけるLIMEXの水消費量は20m3。

## 問題点・批判
TBM社はLIMEXを環境負荷の低い、SDGsに適応する製品と主張している。しかしLIMEXのような石灰石と熱可塑性樹脂からなるシート類は、紙やプラスチックと比較して環境負荷が低いとは言えないという指摘がなされている。そしてLIMEXのように、上辺だけの都合の良い部分環境訴求している商売方法はグリーンウォッシングそのものという批判がある。

### 石灰石採掘
TBM社は「（LIMEXの主成分である）石灰石は世界中に豊富に存在し、パルプ紙のように森林資源を消費しない」「通常、普通紙1トン生産する場合、木を約20本、水を約85トン使うが、LIMEXは使用しない」と主張している。
しかし森林は植樹により資源再生することができるが、石灰石は一度採掘すると復元することができない。日本国内において、石灰石は露天掘りによる採掘が一般的であり、これによって森林破壊される可能性は存在する。また石灰石の採掘には、樹木の伐採と比べて大型の重機が必要となる。
また石灰石を粉砕して粉末にするためには、石灰石1トン当たり100から1000kWhのエネルギーが必要となる。

### 紙パルプ製造との比較
TBM社は「通常、普通紙1トン生産する場合、木を約20本、水を約85トン使うが、LIMEX は原料に木や水を使用しない」と主張している。しかし、日本製紙連合会の技術環境部長は「『木を約20本使う』という表現は、森林伐採を連想させるが、日本の紙パルプ産業が使用する木材原料の約90%は他に用途の少ない低質材や間伐材、製材残材、製紙用に植林された小径木」であるとし、水についても「紙を作る際に川から取水し、洗浄などに利用した後はきれいにして川に戻しているので、利用はするが消費しているわけではありません」と述べている。従ってTBM社の主張について「紙の生産が森林伐採や水の大量消費につながるかのようなこの文言は不適当と言わざるを得ません」と批判している。
またTBM社が示した外部評価によるサスティナブル評価を説明する資料で、LIMEXの1トン製造に水20m3（20トン）が必要としている。一方、紙・板紙の生産での水使用量は、2003年で紙・板紙1トン当たり、87.4m3（87.4トン）である。従って、紙・板紙と比較してLIMEXの水使用量は23%程度となる。しかし、TBM社は発表資料では「通常、普通紙1トン生産する場合、木を約20本、水を約85トン使うが、LIMEXは使用しない」と、サスティナブル評価と異なる説明している。

### 古紙リサイクルへの影響
LIMEXの主成分は炭酸カルシウムと熱可塑性樹脂のため、古紙の回収やプラスチックの回収サイクルにのせることはできない。プラスチック混入により出来上がった再生紙の品質が下がり、炭酸カルシウムが製紙汚泥になる。またストーンペーパー類が多量に入るとパルパーで目詰まりを起こすことがあり、操業を停止して取り除く必要がある。
公益財団法人古紙再生促進センター（東京・中央区）が発行する『古紙ハンドブック2019』には、禁忌品A類に「ストーンペーパー（プラスチックと鉱物でつくられているので、正確には紙でない）」と記載されている。LIMEXなどストーンペーパーが古紙から再生紙を生成する工程に混ざると、スクリーンや配管を詰まらせる原因となりうる。このため「再生紙の製造工程にLIMEXが混入すると迷惑」（大阪府の再生紙工場）という声もある。TBM社も「LIMEXを既存の紙（古紙回収）やプラスチックの回収ルートに混ぜないでください」と記載している。

### 光分解
炭酸カルシウムは、光分解することが知られている。Cancy Chuらは、石灰石と熱可塑性樹脂からなるシート材を可視光、紫外線、熱、湿度に長時間暴露したときの劣化を調査した。これによると、石灰石と熱可塑性樹脂からなるシート材を日光の当たる野外に放置すると約14ヶ月から18ヶ月後に、ひび割れが生じて卵の殻のように炭酸カルシウムが剥がれ落ちることが観察された。ついで、可視光、紫外線を昼夜パターン（12時間ごとに照射と消灯を繰り返す）で試験片を暴露したところ、共に4週間後に大きな劣化が観察された。
小林らは、無機質のフィラー（炭酸カルシウム）をポリプロピレンに充填した複合材の紫外線による劣化について調査している。実験は、紫外線照射時間を0から600時間、炭酸カルシウムの充填率を0から50%まで変化させて行った。ポリプロピレンの試験片（炭酸カルシウム0%）も炭酸カルシウムを充填した試験片も共に紫外線による劣化が観察でき、炭酸カルシウムの充填率が高いほど劣化が増大した。
なお、TBM社はLIMEXの光分解特性について見解を示していない。

### 熱劣化
Cancy Chuらは、石灰石と熱可塑性樹脂からなるシート材を熱、湿度に長時間暴露したときの劣化を調査した。室温60度で4週間放置したところ、大きな変化は観察できなかったが、室温100度下においてはサンプルは黄色に変色、シートの反り、脆性が増加した。一方、湿度による劣化は観察できなかった。
小林らは、無機質のフィラー（炭酸カルシウム）をポリプロピレンに充填した複合材の熱劣化について調査している。試験片を80度から120度、加熱時間を0時間から1200時間、炭酸カルシウムの比率を変化させて実験を行った。これによると、熱劣化は表面にクラックが入って内部へ進行する形で進行する。ポリプロピレンの試験片と比べ炭酸カルシウムを充填したものは熱劣化が大きく、さらに炭酸カルシウムの充填量が増加すると加熱による劣化は大きくなる傾向があった。熱劣化の原因は内部のポリプロピレンと炭酸カルシウムの熱膨張と収縮作用の違いによるものと推定した。
なお、TBM社はLIMEXの熱劣化特性について見解を示していない。

### 長期保存
上述のようにLIMEXを含む石灰石と熱可塑性樹脂からなる物体は、長時間の紫外線照射により劣化・分解する。このためLIMEXを含む石灰石と熱可塑性樹脂を主成分とした紙類を使用した書類や書籍、またこれらをカンバスなどの画材として作成された絵画・アート作品を図書館や美術館に長期保存する場合は紫外線の遮断が不可欠となる。
なお、TBM社はLIMEXの長期保存について見解を示していない。

### マイクロプラスチック化
パルプ原料の紙は生分解性があるが、LIMEXの主成分である炭酸カルシウムと熱可塑性樹脂は生分解性ではない。特に熱可塑性樹脂は海洋汚染で問題となっているマイクロプラスチック化する懸念がある。炭酸カルシウムは生分解性ではなく酸に弱いため、ストーンペーパー類はプラスチック部分のマイクロプラスチック化を促進する可能性がある。
またTBM社は植物由来樹脂を使用した「Bio LIMEX」を展開している。しかし、植物由来樹脂はマイクロプラスチック対策としては、効果がないどころか、海洋汚染を助長する。

### ライフサイクルアセスメントの評価

#### 製造時の二酸化炭素排出量
TBM社によると、ライフサイクルアセスメント評価におけるLIMEXの原料調達から製造までの二酸化炭素排出量は、LIMEXシート1トン当たり1,666kg、LIMEXペレット1トン当たり847kg。
一方で、日本製紙連合会は、2011年に紙・板紙のライフサイクルアセスメントによる二酸化炭素の排出量を公表した。これによると、原材料調達＋生産段階での合算値（すべて1トン当たり）で、上級印刷紙が1,470kg、上質コート紙が1,620kg。LIMEXシート1トン当たり1,666kgと比較して、紙パルプ由来の紙の製造の方が二酸化炭素排出量が少ない。

### 廃棄時の二酸化炭素排出量
LIMEXは廃棄時に可燃ごみとして処分する。LIMEXの主成分である炭酸カルシウムを高温で加熱すると、加熱分解し、酸化カルシウム（生石灰）と二酸化炭素を発生する。以下はその化学反応式である。
{\displaystyle {\ce {CaCO3 -> CaO + CO2}}}
環境省の温室効果ガス排出・吸収量算定方法の詳細情報によると、加熱分解時の炭酸カルシウム当たりの二酸化炭素排出係数は0.428。つまり炭酸カルシウム1トンを完全に加熱分解すると428kgの二酸化炭素が発生する。
同様に環境省の温室効果ガス排出・吸収量算定方法の詳細情報によると化石燃料由来プラスチックを焼却施設で焼却処理したときの二酸化炭素排出係数は2.754。従って、化石燃料由来プラスチック1トンを焼却施設で焼却処理したときの二酸化炭素排出量は2,754kgとなる。
仮に石灰石と化石燃料由来プラスチックの比率が50:50のLIMEXを1トンを焼却施設で焼却処理したとき、1,591kgの二酸化炭素を排出することになる。参考として環境省の温室効果ガス排出・吸収量算定方法の詳細情報によると紙1トンを焼却施設で焼却処理したときの二酸化炭素排出量は17kgである。
工学院大学の川嶋らにより、原料調達・輸送・製造・印刷・廃棄までの範囲で上級印刷紙と石灰石ペーパー類の環境比較が公表された。これによると石灰石ペーパー類を焼却処理した場合、原料由来の二酸化炭素の排出は上級印刷紙の焼却処理と比較すると多くの二酸化炭素を排出する。上級印刷紙については相当量がリサイクルされている一方で、LIMEXなど石灰石ペーパー類のリサイクルは確立していない。このため、地球温暖化抑制の観点からは上級印刷紙の方がLIMEXを始めとする石灰石ペーパー類より優位性が見られる。一方、埋め立てによる石灰石ペーパー類の廃棄は、二酸化炭素の排出を抑制できる一方で、生分解できないプラスチックによる影響が生じる。
なお、TBM社はLIMEXの焼却廃棄時の二酸化炭素発生量について見解を示していない。

### リサイクル費用負担回避の推奨
LIMEXでトレイや包装紙などの容器包装を製造販売したとしても、主成分の50%以上が石灰石であるLIMEXは、プラスチック製容器包装や紙製容器包装の定義には当てはまらない。従って、容器包装リサイクル法で定められている「再商品化委託料金」を支払わなくて済む。つまり、合法的にリサイクル費用の供出義務を免れられる。また「再商品化委託料金（リサイクル委託金）」を支払う必要がないことは、TBM社もLIMEXの導入メリットとしてアピールしている。

### TBM社の企業姿勢
石灰石を主成分としたプラスチックシート類の環境負荷の見積もりは、都合のよい部分だけで計算されていて、実情に合わないという指摘がなされている。このように実際のデータを示さず、環境保護のイメージを販売している企業姿勢は、グリーンウォッシングであるという指摘がある。
例えば、TBM社が示した外部評価によるサスティナブル評価を説明する資料で、LIMEXの1トン製造に水20m3（20トン）が必要としている。一方、紙・板紙の生産での水使用量は、2003年で紙・板紙1トン当たり、87.4m3（87.4トン）である。従って、紙・板紙と比較してLIMEXの水使用量は23%程度となる。しかし、TBM社は発表資料では「通常、普通紙1トン生産する場合、木を約20本、水を約85トン使うが、LIMEXは使用しない」と、サスティナブル評価と異なる説明している。
また石灰石が主成分であるにも関わらず、炭酸カルシウムを使用する上での課題である、光分解特性（特に紫外線暴露下によるもの）、熱劣化特性、長期保存時の品質保証期間、焼却廃棄時の二酸化炭素発生量について見解およびデータを示していない。

### TBM社
- 野谷昌平「ストーンペーパーKeeplus（キープラス）の特性と可能性」『機能紙研究会誌』第50巻、機能紙研究会、2011年、53-56頁、doi:10.11332/kinoushi.50.53、ISSN 0288-5867、NAID 130001928812。
- “LIMEXの紙代替”.   TBM. 2019年11月7日時点のオリジナルよりアーカイブ。2019年11月8日閲覧。
- “LIMEXのプラスチック代替”.   TBM. 2019年11月7日時点のオリジナルよりアーカイブ。2019年11月8日閲覧。
- “LIMEXのリサイクル”. 2019年11月7日時点のオリジナルよりアーカイブ。2019年11月8日閲覧。
- “LIMEXのFAQ”. 2020年2月16日時点のオリジナルよりアーカイブ。2020年2月16日閲覧。
- “TBMと環境側面”.   TBM. 2020年3月1日時点のオリジナルよりアーカイブ。2020年3月1日閲覧。
- “石灰石を主原料とする「LIMEXBag」が全国のアイン薬局とアインズ＆トルペの買い物袋に採用” (pdf).   TBM. 2020年3月4日閲覧。

### TBM社以外
- 田中宏一, 西口浩之「日本における製紙塗工用軽質炭酸カルシウムの現状と将来」『日本海水学会誌』第54巻第2号、日本海水学会、2000年4月、85-90頁、doi:10.11457/swsj1965.54.85、ISSN 03694550、NAID 10008275601。
- 川嶋琢幹、嵐紀夫、稲葉敦、本下晶晴「ストーンペーパーの環境影響評価」『日本LCA学会研究発表会講演要旨集』第7回日本LCA学会研究発表会セッションID: P2-57、日本LCA学会、2011年、184頁、doi:10.11539/ilcaj.2011.0.184.0、NAID 130004598370。
- 小林亜男、浅野秀樹、石川鉄雄「炭酸カルシウム充てんポリプロピレンの熱劣化」『高分子論文集』第41巻第6号、1984年、337-344頁。
- 小林亜男、浅野秀樹、石川鉄雄「炭酸カルシウム充てんポリプロピレンの耐候性」『高分子論文集』第42巻第6号、1985年、405-413頁。
- 安達毅、茂木源人、山冨二郎「石灰石鉱山における採掘プロセスの CO2 排出量に関するインベントリ分析」『資源と素材』第117巻第6号、2001年、520-526頁。
- 岩崎誠「紙とその製造技術」『化学と教育』第55巻第3号、2007年、134-137頁。
- 日本製紙連合会・LCA小委員会「紙・板紙のライフサイクルにおけるCO2排出量」、日本製紙連合会、2011年。
- Dennis Hol (2013). Stone Paper S-Eco (RP)Sustainability Analysis.
- Affeldt, Christopher; Austin Leung; Ke Yang (2016). Life cycle assessment of stone paper, polypropylene film, and coated paper for use as product labels.
- Hubbe, Martin A (2016). “Paper or plastic? Yes, but not as a mixture”. BioResources 11 (3):  5656-5657.
- CHU, Cancy; NEL, Petronella (2019). “Characterisation and deterioration of stone papers”. AICCM Bulletin 40 (1):  37-49.
- 日本製紙連合会・LCA小委員会「マイクロプラスチック汚染の現状，国際動向および対策」『廃棄物資源循環学会誌』第29巻第4号、2018年、261-269頁。
- “緊急連載「石灰石ペーパー類」は本当にエコか（上）”.   alterna. 2019年11月8日閲覧。（アーカイブ）
- “緊急連載「石灰石ペーパー類」は本当にエコか（中）”.   alterna. 2019年11月8日閲覧。（アーカイブ）
- “緊急連載「石灰石ペーパー類」は本当にエコか（下）”.   alterna. 2019年11月8日閲覧。（アーカイブ）
- “Stone Paper, Not as Recyclable as You Might Think”. 2019年11月7日時点のオリジナルよりアーカイブ。2019年11月8日閲覧。
- “This Paper Is Made From Stone, But It Isn't Exactly Eco-Friendly”.   WIRED. 2019年11月8日閲覧。

### 関連特許
- “特開平11-277623”. 2019年11月8日閲覧。
- “特開2013-010931”. 2019年11月8日閲覧。

### 環境省
- “温室効果ガス排出・吸収量算定方法の詳細情報：2A2．生石灰製” (pdf).   環境省. 2020年3月1日閲覧。
- “温室効果ガス排出・吸収量算定方法の詳細情報：5C1．単純焼却（一般廃棄物）” (pdf).   環境省. 2020年3月1日閲覧。